# Pseudoleskeella catenulata
Pseudoleskeella catenulata là một loài Rêu trong họ Leskeaceae. Loài này được (Brid. ex Schrad.) Kindb. miêu tả khoa học đầu tiên năm 1897.

## Hình ảnh

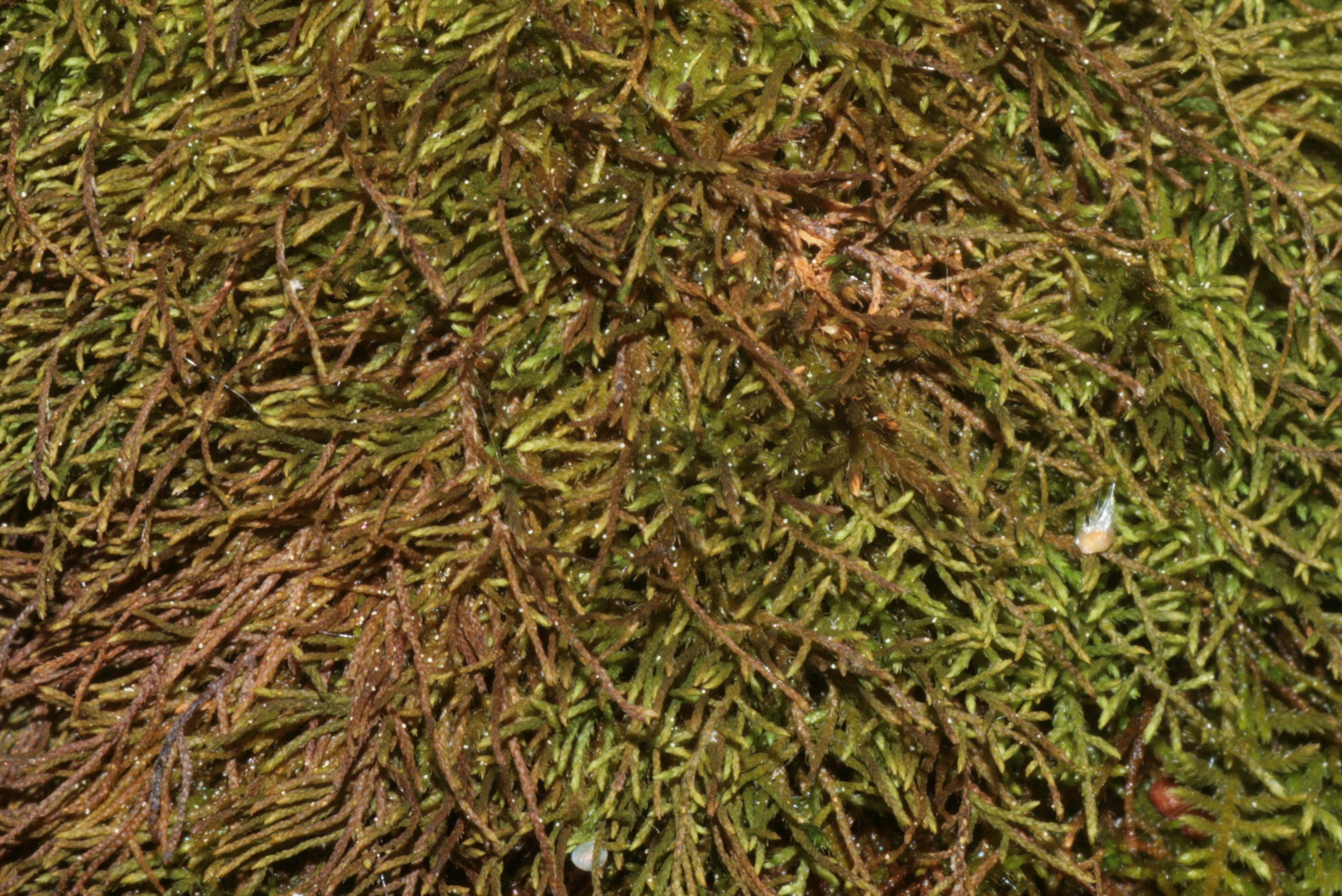
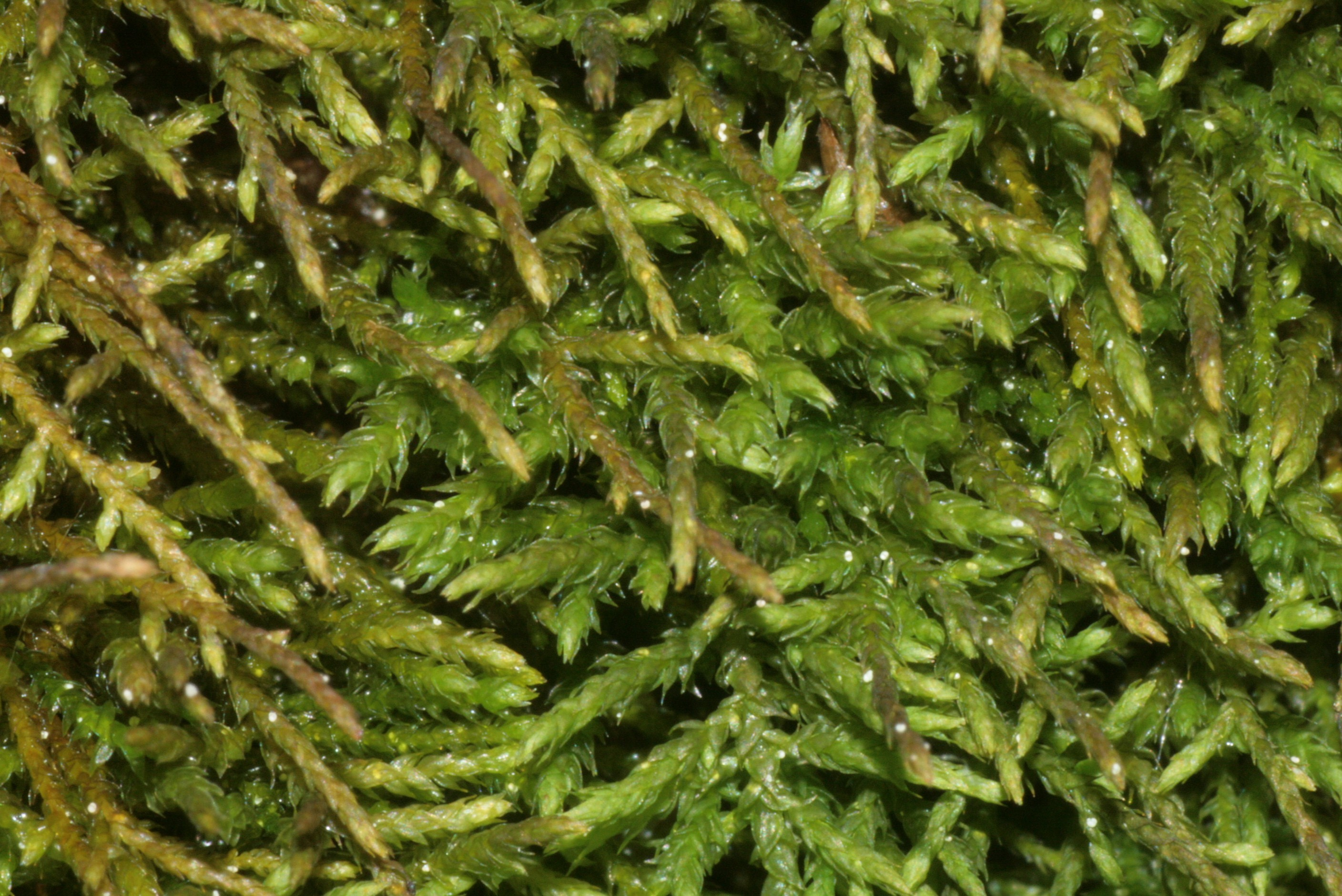
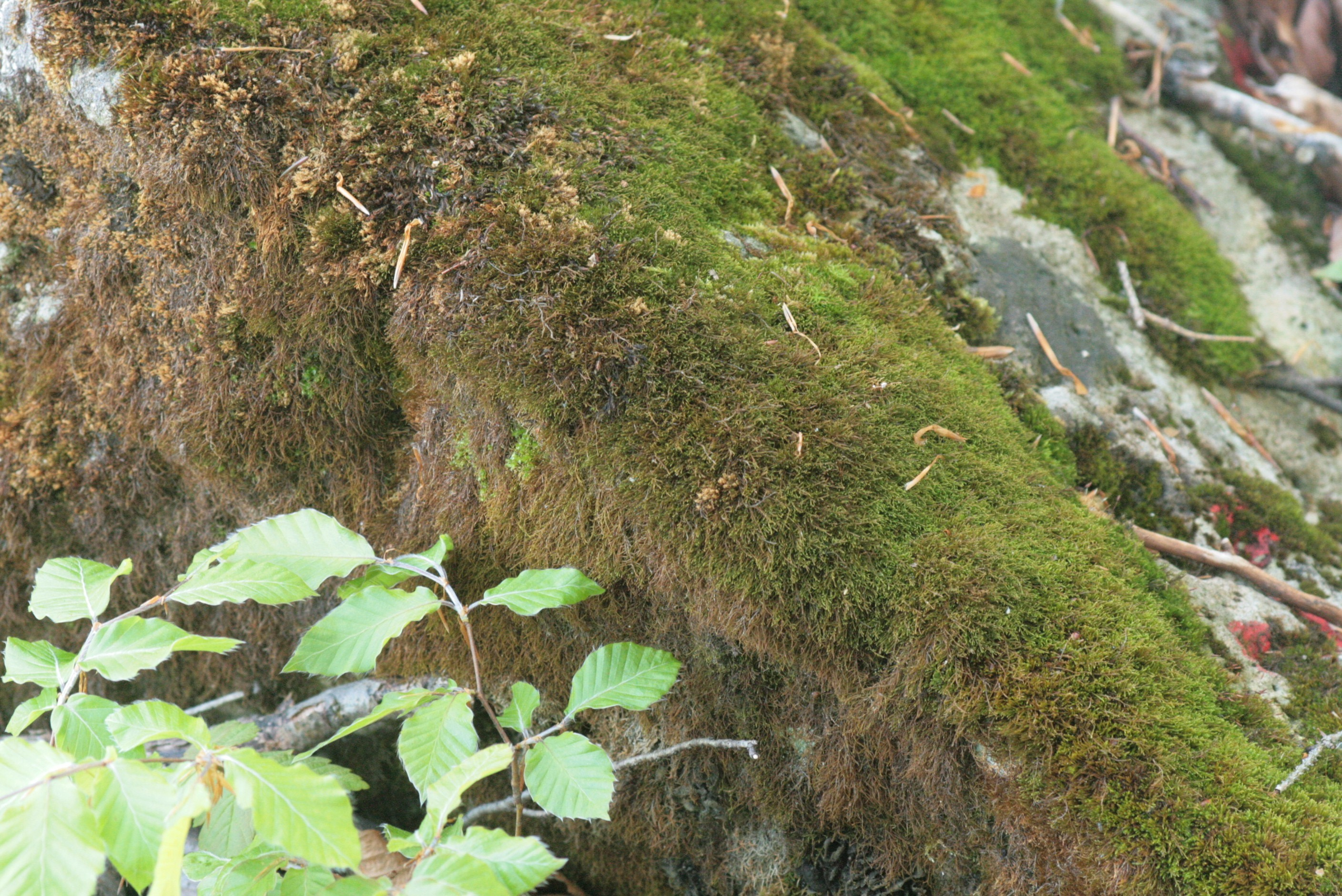
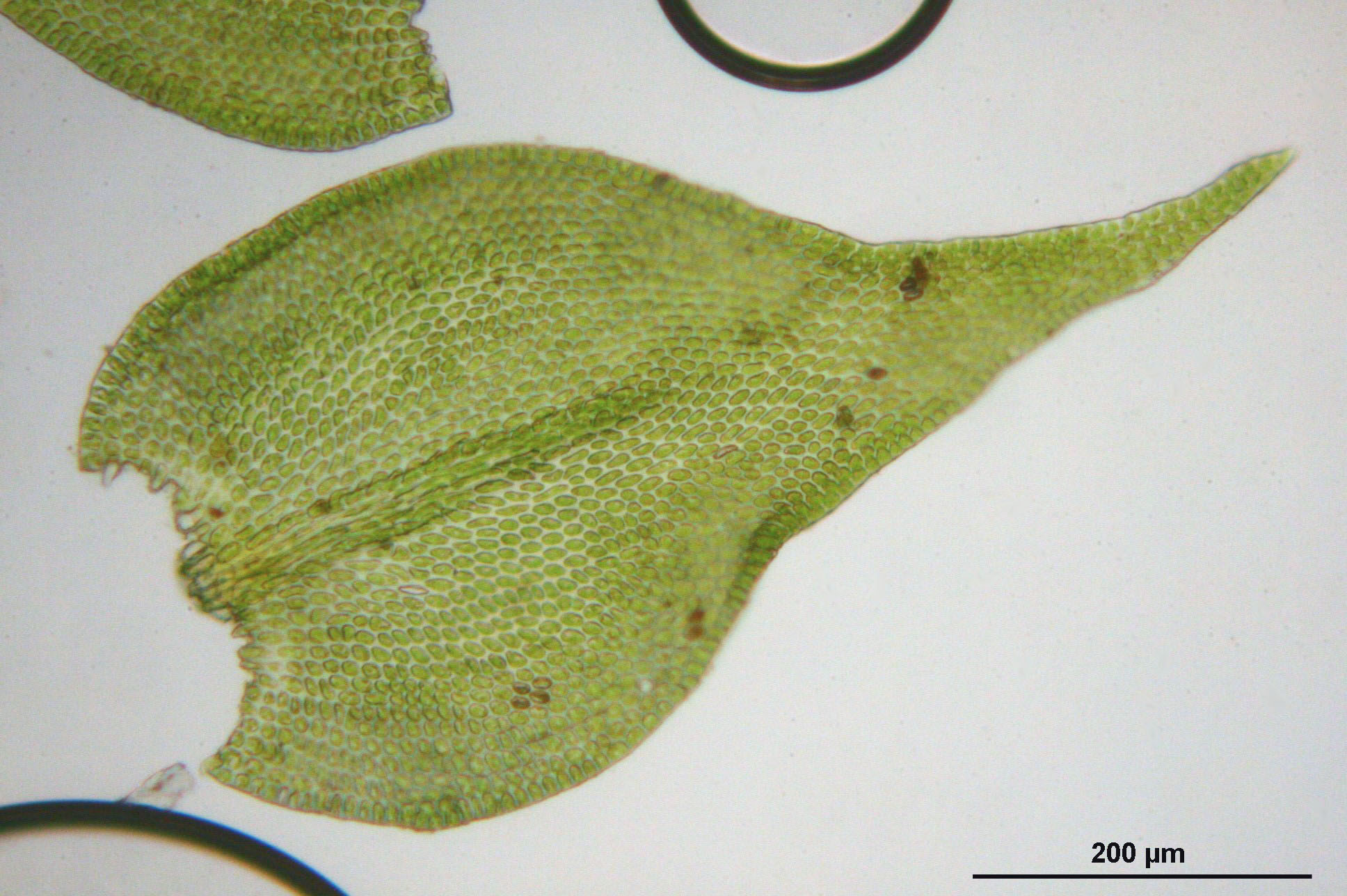